# Ischnocentrus niger
Ischnocentrus niger är en insektsart som beskrevs av Carl Stål. Ischnocentrus niger ingår i släktet Ischnocentrus och familjen hornstritar. Inga underarter finns listade i Catalogue of Life.